# بخش اورلیوس (شهرستان واشینگتن، اوهایو)
بخش اورلیوس (به انگلیسی: Aurelius Township) یک منطقهٔ مسکونی در ایالات متحده آمریکا است که در شهرستان واشینگتن، اوهایو واقع شده‌است.
 بخش اورلیوس ۳۶٫۶ کیلومتر مربع مساحت و ۴۴۱ نفر جمعیت دارد و ۲۸۱ متر بالاتر از سطح دریا واقع شده‌است.